# Royal Opera House
A Royal Opera House (Királyi Operaház) vagy Covent Garden operaház London legjelentősebb operaháza, a Királyi Balett (Royal Ballet), Királyi Opera (Royal Opera) társulatának és a Királyi Operaház Zenekarának (Orchestra of the Royal Opera House) otthona. A jelenlegi épület a harmadik ezen a helyen. A főhomlokzat, az előcsarnok és a nézőtér 1858-ban épült, de az összes többi épületrész az 1990-es években elvégzett újjáépítési munkálatok eredménye. Az operaház kapacitása 2268 néző. A nézőtér műemléképületnek számít.

## Története

### Az első operaház

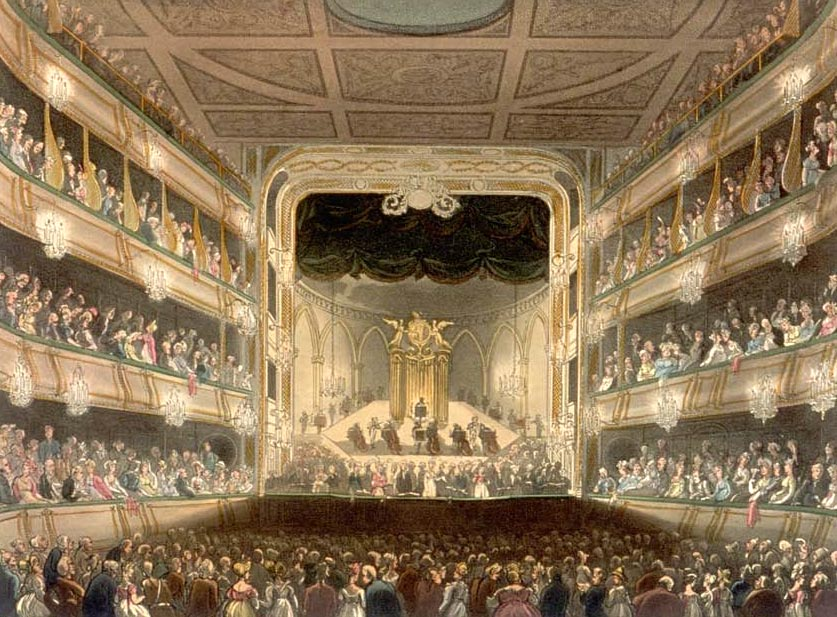
A színház nézőtere 1808-ban

Az első operaházat John Rich építette, a Lincoln’Inn Fields Theatreben működő Duke’s Company színtársulat igazgatója, miután az általa John Gaytől rendelt Koldusopera bevételéből sikerült megvásárolnia az itt álló kolostor kertjét (convent garden) A Theatre Royalt, ahogyan Rich nevezte, Edward Shepherd tervezte. A bemutató előadás William Congreve The Way of the World (A világ útja) című műve volt. Működésének első száz évében színházként működött, de Rich műsorra tűzött néhány pantomim-játékot is. 1719-ben Händelt nevezték ki a társulat vezetőjévé, de első operaévadot csak később 1735-ben nyitotta meg. Számos operájának és oratóriumának itt volt a bemutatója. 1734-ben került sor az első balettelőadásra (Pygmalion). A színház történetének egy 1808-ban kitört tűz vetett véget.

### A második operaház

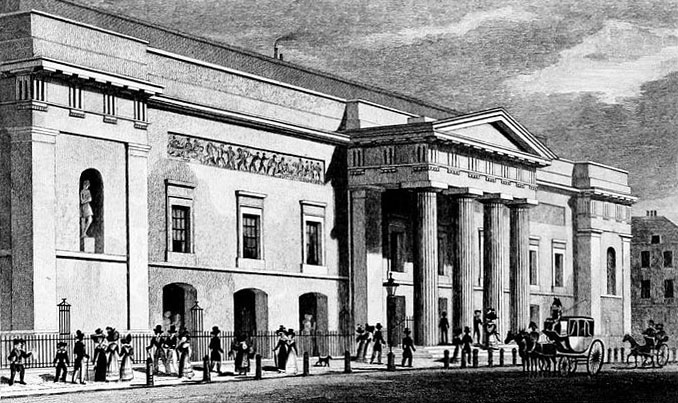
A színház 1828-ban

Az újjáépítés Robert Smirke tervei alapján már 1808 decemberében elkezdték és az új színházat 1809. szeptember 18-án nyitották meg Shakespeare Macbeth című drámájával. A színház igazgatója felemelte a helyek árait, hogy minél hamarabb térüljön meg az új színház megépítésébe fektetett összeg, de ez általános nemtetszést váltott ki a látogatók körében, akik az előadásokat füttykoncertel, sziszegéssel, lehurrogással akadályozták. Ez (Old Price Riots = Régi Ár Zavargások) két hónapig tartott és arra kényszerítette az igazgatót, hogy engedjen a nézőközönség követeléseinek. A színház műsorán ebben az időszakban a színdarapok mellett rendszeresen mutattak be operákat és baletteket. 1817-ben a ház világítását felújították és a gyertyákat gázlámpákra cserélték. 1837-ben vezették be reflektormegvilágítást. Valódi operaházzá 1846-ban vált, amikor Michael Costa karmester átigazolt, magával hozva az Őfelsége Színháza társulatát, mely addig London vezető operatársulatának számított. A nézőteret átalakították az új társulat céljainak. 1847. április 6-án nyitotta meg kapuit Royal Italian Opera (Királyi Olasz Opera) néven Rossini Semiramide című operájával.

### A harmadik operaház
1856. március 5-én ismét tűz áldozata lett az épület. A harmadik ház Edward Middleton Barry tervei alapján épült meg. A megnyitó előadásra, Meyerbeer Hugenották című operájának bemutatójára 1858. május 15-én került sor. 1892-ben változott meg neve Royal Opera House-ra, amikor a repertoáron levő művek sorában az olasz mellett egyre nagyobb hányadot jelentettek a francia és német darabok. Az első világháború idején bútorraktárnak használták. A második világháborúban táncteremmé alakították. A háború után a Boosey & Hawkes kiadóvállalat bérelte ki és megalapította az új társulatot. A megnyitóra 1946-ban került sor.

### Felújítási munkálatok az 1990-es években

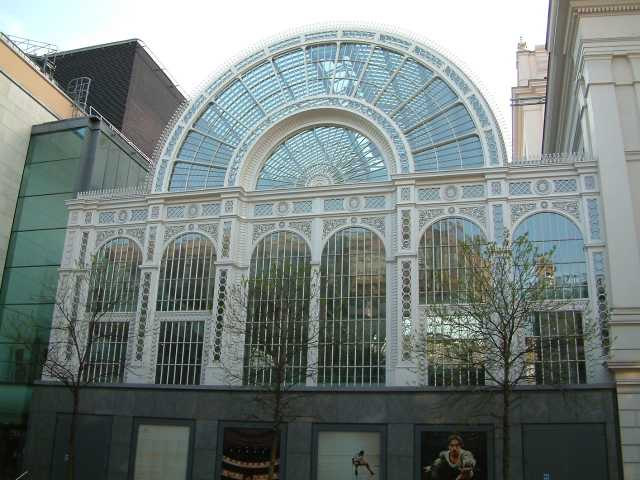
Az épülethez kapcsolódó Virágcsarnok

Noha az épületet az 1960-as években kibővítették, mégis szükség volt egy teljes átalakításra, hiszen műszakilag idejétmúltnak bizonyult. 1975-ben a brit kormány a rendelkezésére bocsátotta a szomszédos telket is bővítés céljából, de az építkezés elkezdéséhez szükséges pénzösszeg csak 1995-re gyűlt össze. A munkálatokat 1996-2000 között végezték Jeremy Dixon és Edward Jones építészek tervei alapján. Ekkor csatolták hozzá a szomszédos piac virágcsarnokát (Floral Hall), melyet étteremnek és előcsarnoknak használnak, megépült a stúdióterem (Linbury Studio) és kibővítették a nézőteret is.

## Külső hivatkozások
- Hivatalos honlap
- Royal Opera House Collections Online (Archive Collections Catalogue and Performance Database) Archiválva 2014. május 16-i dátummal a Wayback Machine-ben
- Royal Opera House elevation
- Select Committee on Culture, Media and Sport's 1998 Report on funding and management issues at the Royal Opera House
- Theatre History Articles, Images, and Archive Material